# Louise De Hem
Louise De Hem (Ypres, 10 dicembre 1866 – Forest, 22 novembre 1922) è stata una pittrice belga.
Fu un'abile ritrattista, di grande successo. Dipinse ad olio e a pastello, preferendo però quest'ultima tecnica.

## Biografia
Louise De Hem nacque a Ypres in una famiglia borghese molto numerosa: era l'ultima di otto figli. Sin da bambina palesò notevole sensibilità, gusto e attitudine al disegno. Theodore Cériez, pittore di genere che aveva sposato nel 1876 la sorella maggiore di Louise, Hélène, notò e prese a cuore il talento della sua giovane cognata, e le fece da maestro. A questi primi insegnamenti seguì una più completa formazione che Louise ricevette a Parigi negli anni 1887-1891, presso la celebre Académie Julian, dove ella fu allieva di Jean-Joseph Benjamin-Constant, di Jules Lefebvre e di Fernand Cormon. Il consiglio di perfezionarsi a Parigi le venne da Jules Breton, che aveva assai apprezzato le sue capacità.
. 

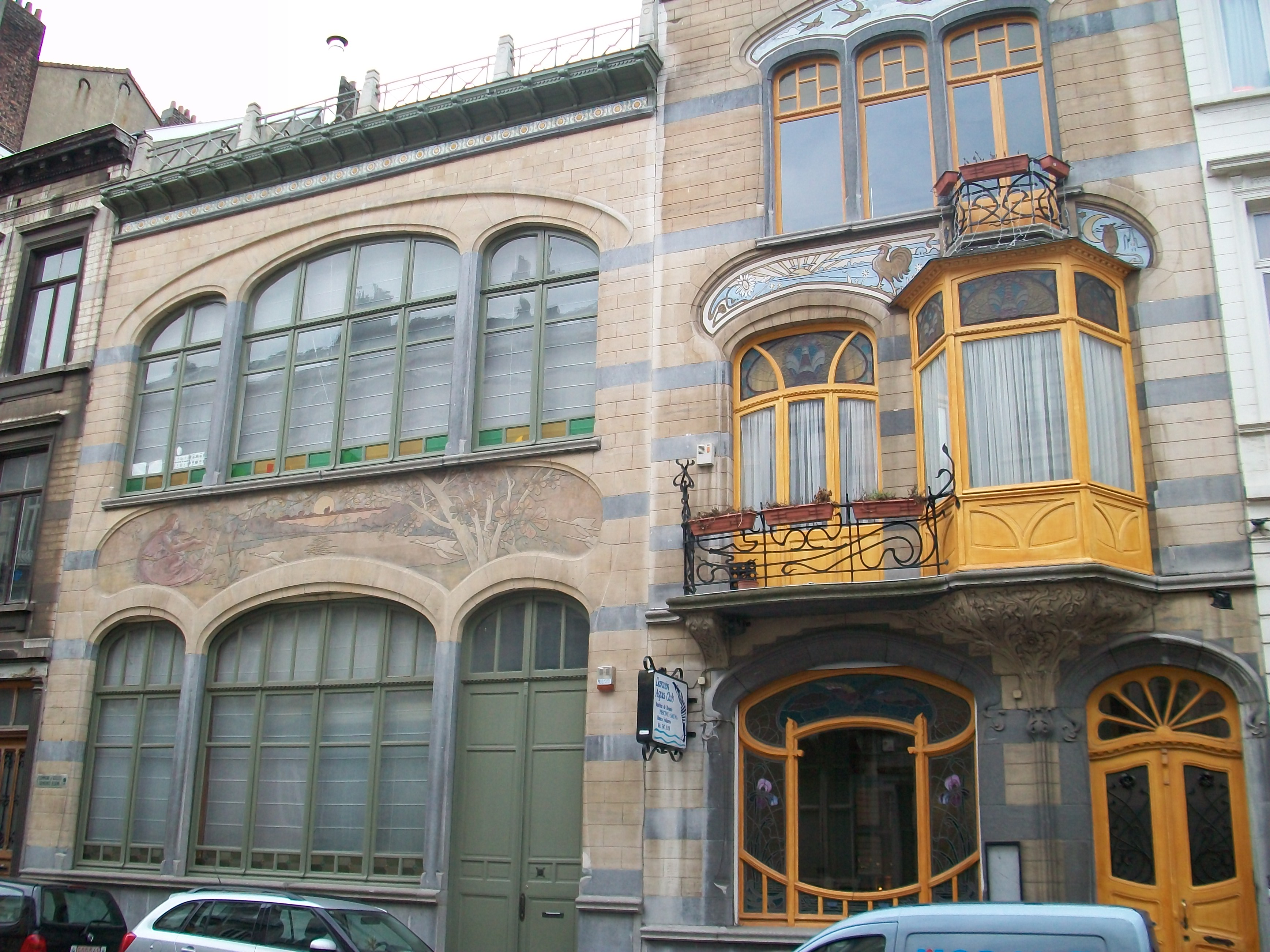
La casa-atelier di Louise De Hem a Forest

Entrò quindi in contatto con l'ambiente dei pittori belgi, che era assai ben rappresentato a Parigi, e fu notata dal pittore belga Alfred Stevens che la incoraggiò nella sua preferenza per l'uso dei pastelli, rispetto ai colori ad olio e le fornì preziosi consigli per la sua carriera di pittrice. In complesso Louise ottenne notevoli soddisfazioni come ritrattista del bel mondo, grazie alle tonalità luminose e brillanti e al disegno sottile e pieno di leggerezza dei suoi lavori, che godevano di una particolare attrattiva presso l'alta borghesia parigina. Ebbe infatti numerosi incarichi, e vinse anche una medaglia d'oro al Salon degli artisti francesi di Parigi del 1904 con la tela La bambola giapponese.

Espose anche negli Stati Uniti, al "Palace of Fine Arts", al "Woman's Building" e nella "World's Columbian Exposition" di Chicago
Louise De Hem tornò a Ypres nel 1891 e lì divise il suo atelier con quello di suo cognato Cériez. Dopo la morte di quest'ultimo (2 settembre 1904) ella si stabilì a Forest, nei pressi di Bruxelles con sua madre e sua sorella e continuò la sua carriera di ritrattista. A Forest, Louise si costruì una casa in città secondo lo stile dell'epoca, che resta una pregevole testimonianza dell'architettura Art déco. Si disse che il progetto fosse stato disegnato direttamente da lei, ma attualmente si ritiene che, seppur su indicazioni di Louise, l'edificio sia stato opera dell'architetto Ernest Blerot.

Il 2 maggio 1908, a quarantadue anni, Louise De Hem sposò l'ingegnere Frédéric Lebbe, di sette anni più grande di lei. 
Louise morì prematuramente a soli 56 anni a Forest, nel 1922.

Nel 1927 sua sorella Hélène Cériez-De Hem fece dono di 49 opere di Louise alla comunità di Ypres, che costituirono il nucleo di una nuova collezione per il museo di quella città, che era stato distrutto durante la prima guerra mondiale.

## Opere
Selezione delle opere principali.
- Stilleven met oesters (1885), olio su tela
- Zelfportret (1890), pastello, Sint-Jansgodshuis Museum
- Terugkeer van een processie in Vlaanderen (1891), olio su tela, Stedelijk Museum Ieper
- De egelantier (~1891), olio su tela, Stedelijk Museum Ieper
- Buitenmeisje (1892), pastello, Stedelijk Museum Ieper
- In het atelier (1897), olio su tela, Stedelijk Museum Ieper
- Armoede di Noodlijdenden (1902), olio su tela, Stedelijk Museum Ieper
- De doos van Pandora (1910), pastello su cartoncino, Stedelijk Museum Ieper
- Jongetje met hond (? ), pastello

## Galleria d'immagini

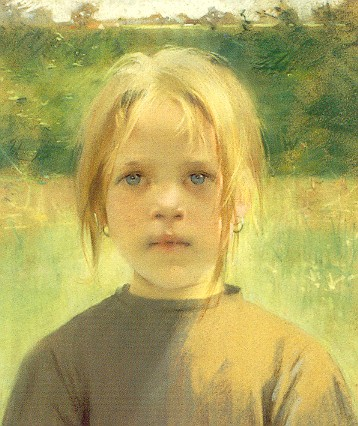
Bambina di campagna, 1892
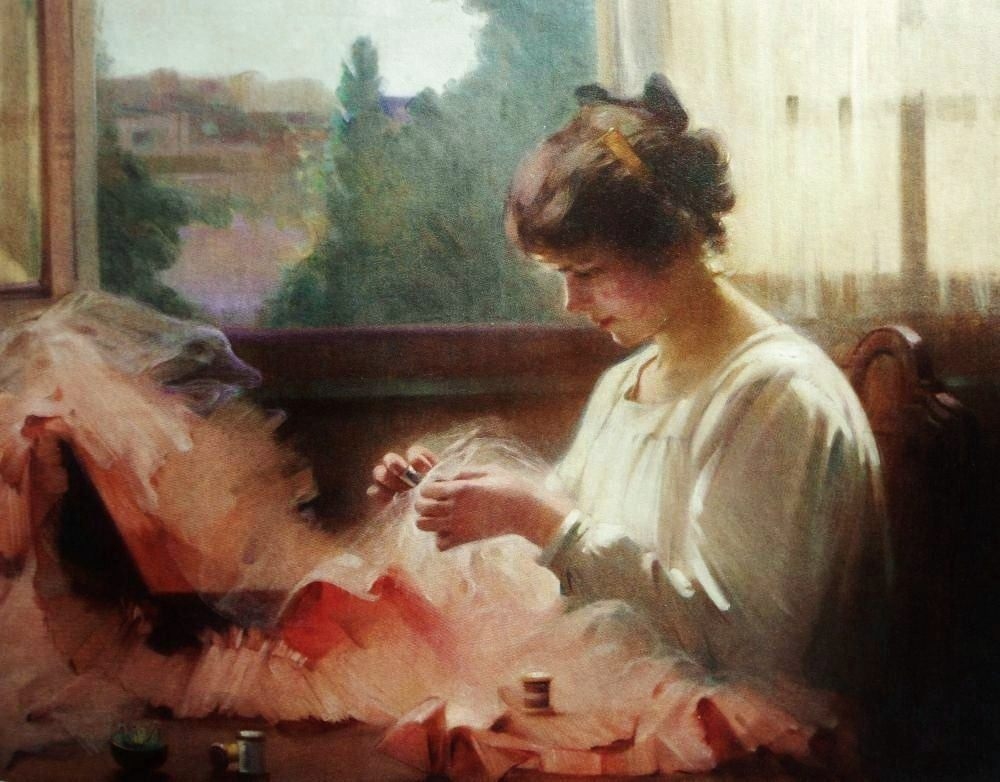
La sarta
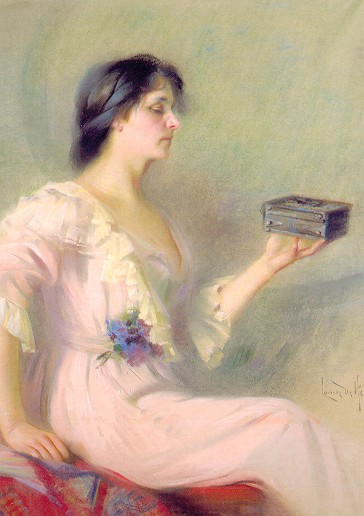
La scatola di Pandora, 1910
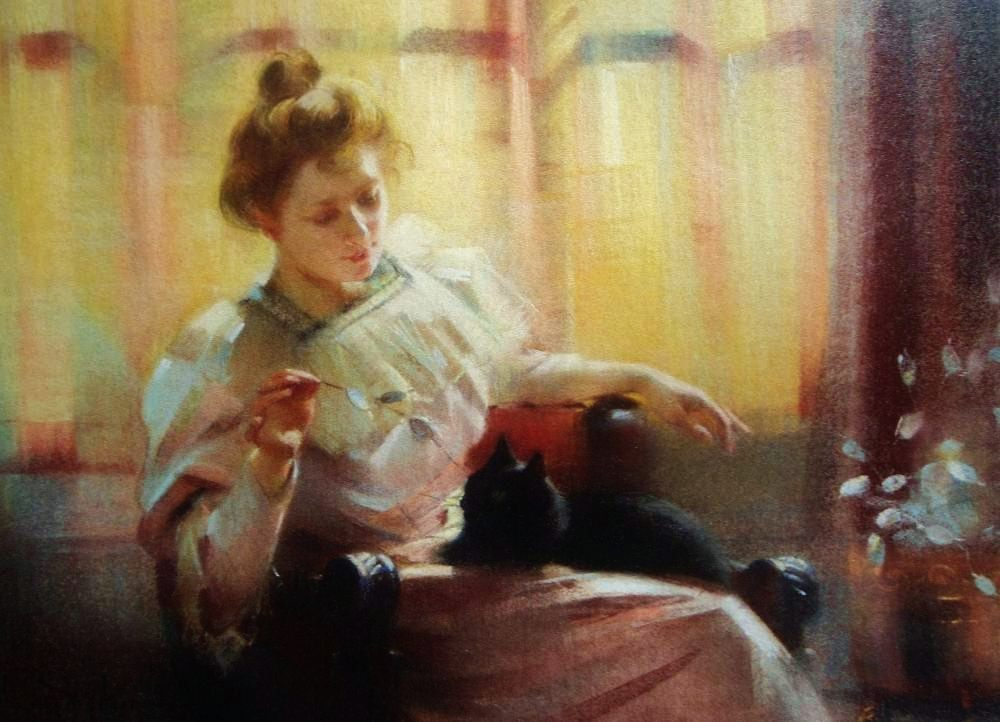
Il gatto nero, 1902
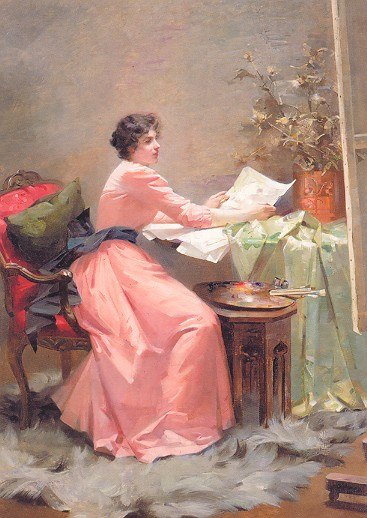
Nello studio, 1897
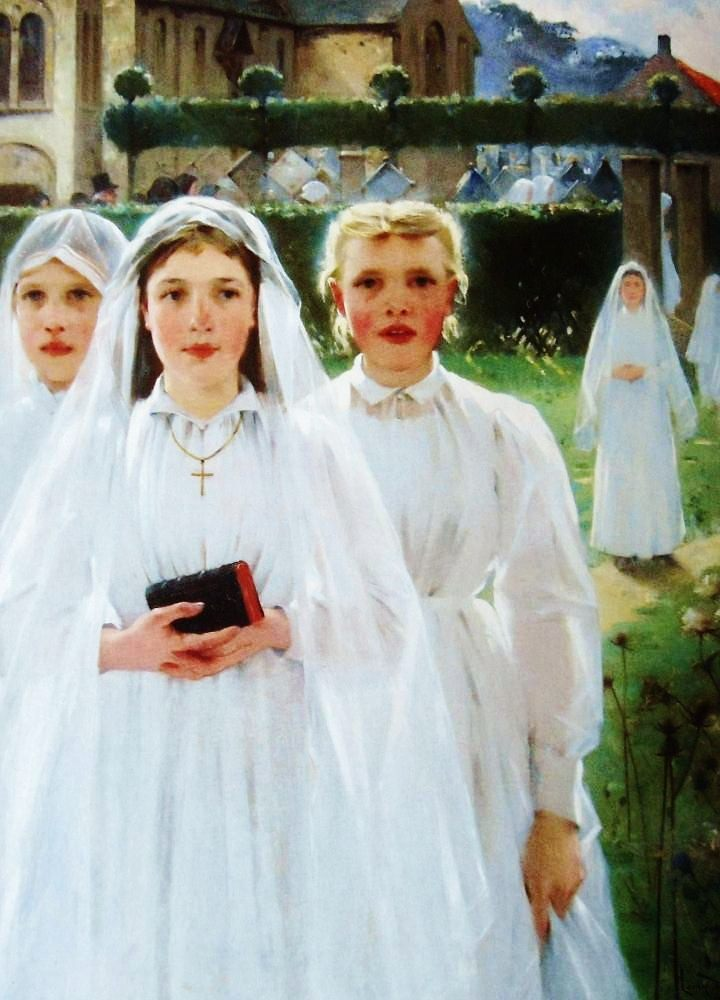
Dopo la processione, 1892
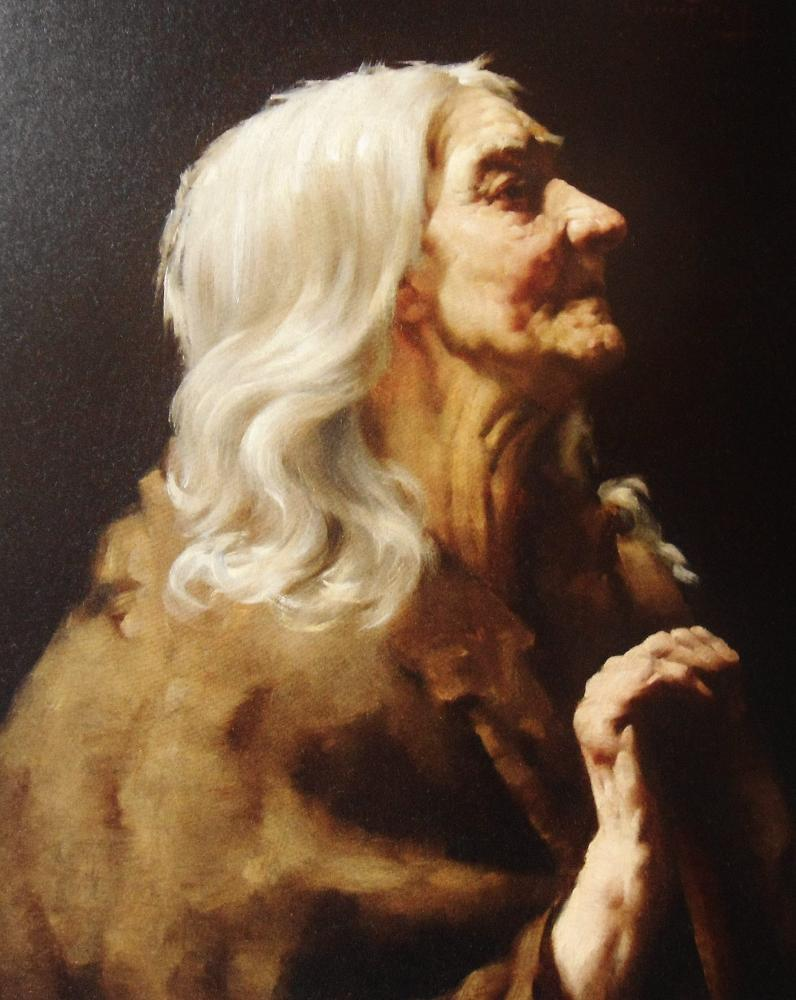
Una vecchia, 1888
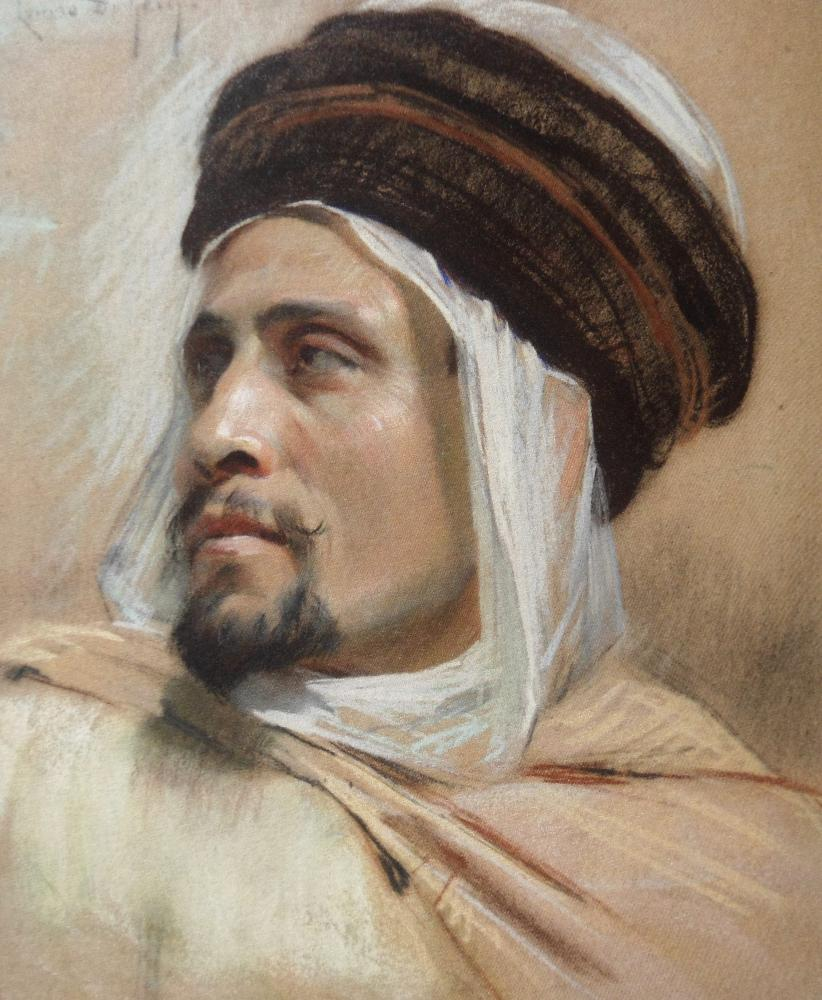
Arabo

## Altri progetti

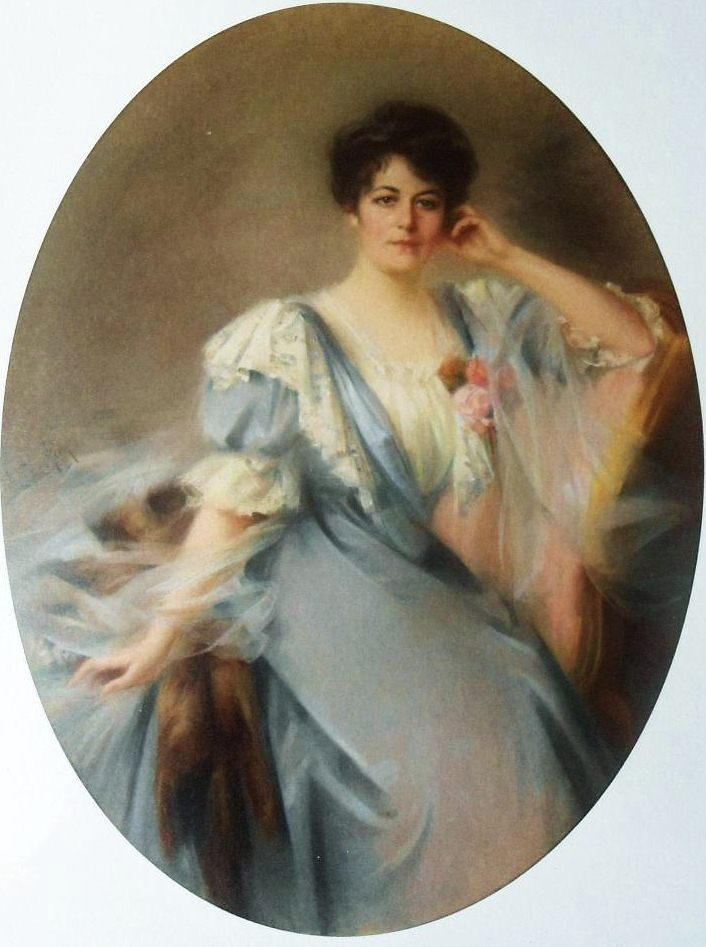
Autoritratto